# Metall de Field
El metall de Field o aliatge de Field és un aliatge fusible que es converteix en líquid als 60 °C. Es tracta d'un aliatge eutèctic de bismut, Bi, indi (In) i estany (Sn) amb la següent composició en pes: 32,5% Bi, 51% In, 16,5% Sn. Rep el nom del seu inventor Simon Quellen Field. En no contenir plom (Pb) ni cadmi (Cd) és una alternativa inòcua al metall de Wood. S'utilitza per models i prototips senzills.